# Радуше
Радуше (словен. Raduše) — поселення в общині Словень Градець, Регіон Корошка, Словенія. Висота над рівнем моря: 459,2 м.